# Krzysztof Groniowski
Krzysztof Marian Groniowski (ur. 25 marca 1932 w Warszawie, zm. 12 grudnia 2012 tamże) – polski historyk, profesor doktor habilitowany.

## Życiorys
W 1950 roku ukończył Państwowe Gimnazjum i Liceum im. Stefana Batorego w Warszawie. Był absolwentem Uniwersytetu Warszawskiego, w 1960 roku doktoryzował się na podstawie pracy zatytułowanej Realizacja reformy uwłaszczeniowej w guberniach siedleckiej i warszawskiej, której promotorem był prof. Stefan Kieniewicz, w 1965 roku uzyskał habilitację za pracę pt. Z badań nad kwestią agrarną w Królestwie Polskim 1871–1914. W 1974 roku otrzymał tytuł profesora nadzwyczajnego nauk humanistycznych.
Pracował na stanowisku aspiranta w Instytucie Historii Polskiej Akademii Nauk.
Autor haseł w Polskim Słowniku Biograficznym i Słowniku biograficznym działaczy polskiego ruchu robotniczego.

## Odznaczenia
- 1983: Złoty Krzyż Zasługi[1]
- 1981: Medal Komisji Edukacji Narodowej[1]